# Подлесе (гміна Пільзно)
Подлесе (пол. Podlesie) — село в Польщі, у гміні Пільзно Дембицького повіту Підкарпатського воєводства.
Населення — 315 осіб (2011).
У 1975-1998 роках село належало до Тарновського воєводства.

## Демографія
Демографічна структура станом на 31 березня 2011 року:
|          | Загалом | Допрацездатний вік | Працездатний вік | Постпрацездатний вік |
| -------- | ------- | ------------------ | ---------------- | -------------------- |
| Чоловіки | 167     | 26                 | 113              | 28                   |
| Жінки    | 148     | 34                 | 71               | 43                   |
| Разом    | 315     | 60                 | 184              | 71                   |